# Patrick Neumann
Patrick Neumann (* 2. Dezember 1980 in Bielefeld) ist ein deutscher Fußballspieler.

## Karriere
Begonnen hat er beim SV Lippstadt 08 und bei den Amateuren von Arminia Bielefeld. Von 2003 bis 2006 war er Spieler der Sportfreunde Siegen. In dieser Zeit kam er auch zu seinem einzigen Einsatz in der 2. Bundesliga. Der Vertrag wurde im Januar 2006 vorzeitig aufgelöst, als Neumann zurück zum SV Lippstadt 08 wechselte. Zur Saison 2008/09 wechselte er zum SC Verl.
Am 24. November 2009 wurde Neumann beim SC Verl suspendiert, da er der Verstrickung in den Fußball-Wettskandal 2009 verdächtigt wird, am 28. November 2009 gestand er der Staatsanwaltschaft Bochum gegenüber den Erhalt von 500 Euro und legte damit als erster Profi ein Geständnis im Wettskandal ab. Er bestreitet jedoch weiterhin, aktiv eine Manipulation vorgenommen zu haben.
Im Januar 2011 wurde Neumann jedoch vom Sportgericht des DFB wegen Spielmanipulationen zu einer Sperre von zwei Jahren und neun Monaten verurteilt. Der Beginn der Sperre wurde auf den 24. November 2009 datiert, damit konnte Neumann frühestens am 23. August 2012 wieder spielen.
Mittlerweile spielt Neumann in der Kreisliga B in Bielefeld beim Stadtteilverein TuS Hoberge-Uerentrup.